# Анестис Логотетис
Анестис Логотетис е автрийски диригент и композитор от гръцки произход.

## Биография
Роден в Бургас, България, през 1921 година Логотетис следва между 1945 и 1951 година композиция, диригентство и пиано във Висшето виенско музикално училище. От 1952 година дава частни уроци и развива от края на 1950-те свой собствен стил. Едно от най-известните му произведения е „Zeichen als Aggregatzustand der Musik“ (1974).